# Marian Saastad Ottesen
Marian Saastad Ottesen (Florø, 1976) is een Noors toneel-, film- en televisieactrice. Zij studeerde tussen 1996 en 1999 aan de Nationale Theaterschool en werkt sinds 2001 bij het Nationaal Theater. Ook speelde Ottesen rollen in het Oslo Nye Teater en in het Centralteatret. Zij maakte haar televisiedebuut in 2001 in de serie Nissene på låven, waarin ze in alle 24 afleveringen de rol van Anne-Gro Lamo speelde. In 2002 speelde Ottesen haar eerste filmrol in de korte film Anolit. In 2006 werd ze genomineerd voor een Amanda award in de categorie beste actrice voor haar rol in Elsk meg i morgen. Ane Dahl Torp won echter deze prijs. In 2008 werd Ottesen nogmaals genomineerd voor een Amanda award in de categorie beste actrice, ditmaal voor haar rol in de film Tatt av kvinnen. Voor diezelfde rol won ze tijdens het Kosmorama Trondheim International Film Festival in 2008 de prijs voor beste actrice.
Sinds 2012 speelt Ottesen de rol van Sigrid Haugli in de televisieserie Lilyhammer. Ze speelde in 15 van de 16 afleveringen.

## Privéleven
Ottesen heeft een partner en een zoon.